# Blanka Szávay
Blanka Szávay (* 24. Oktober 1993 in Kiskunhalas) ist eine ehemalige ungarische Tennisspielerin. Ihre jüngere Schwester Ágnes spielte ebenfalls Tennis.

## Karriere
Auf dem ITF Women’s Circuit gewann sie ein Doppeltitel. Ihr erstes WTA-Turnier war das GDF SUEZ Grand Prix 2009 in Budapest, wo sie im Doppel mit ihrer Schwester antrat.
Seit 2014 studierte sie an der Barry University in Miami Shores Psychologie und spielte dort College Tennis.

## Turniersiege

### Doppel
| Nr. | Datum    | Turnier | Kategorie   | Belag     | Partnerin       | Finalgegnerinnen                  | Ergebnis         |
| --- | -------- | ------- | ----------- | --------- | --------------- | --------------------------------- | ---------------- |
| 1.  | Mai 2010 | Durban  | ITF $10.000 | Hartplatz | Nicole Rottmann | Sanaa Bhambri Rushmi Chakravarthi | 3:6, 7:5, [11:9] |